# Cladosporium pisi
Cladosporium pisi är en svampart som beskrevs av Cugini & Macch. 1891. Cladosporium pisi ingår i släktet Cladosporium och familjen Davidiellaceae.   Inga underarter finns listade i Catalogue of Life.